# Ryō Takagi
Ryō Takagi (jap. 高城 リョウ, Takagi Ryō; * 6. September 19xx) ist eine japanische Mangaka. Ihre Werke sind vor allem ins Genre Boys Love einzuordnen. Ihr erster Manga war Okome-chan von 2001. Teilweise veröffentlicht sie unter dem Pseudonym Hazuki Ryōka.
Auf Deutsch erschienen unter anderem ihre Werke Double Essence, Brandoll, Get the Moon, Kire Papa, The Devil Within, Love Guardians, ihre Game-Reihe und Monster Master bei Egmont Manga und Anime.

## Werke
- Okome-chan. (お米ちゃん。, 2001)
- Double Essence (ダブルエッセンス, 2001)
- Brandoll (ブランドール, 2002)
- Get the Moon (ゲット・ザ・ムーン, 2002)
- One Night Lesson (ワンナイトレッスン, 2002)
- Kire Papa (キレパパ。, 2003–2009)
- The Devil Within (天使の中に悪魔アリ, Tenshi no Naka ni Akuma Ari; 2003)
- Love Guardians (守護霊様に憑いてコイ, Shugoreisama ni Tsuite Koi; 2004)
- Prince’s Game (王子様ゲーム, Ōjisama Gēmu; 2004)
- King’s Game (王様★★ゲーム, Ōsama Gēmu; 2006)
- KireAni. (キレアニ。, 2007)
- Pirate’s Game (海賊★ゲーム, Kaizoku Gēmu; 2008)
- Butler’s Game (執事★ゲーム, Shitsuji Gēmu; 2008–2011)
- Devil’s Game (悪魔★ゲーム, Akuma Gēmu; 2009)
- Thief’s Game (怪盗★ゲーム, Kaitō Gēmu; 2009)
- Monster Master (モンスターマスター, Monsutā Masutā; 2010)
- Fushigi no Kuni de Koishiyō (不思議の国で恋しよう♥︎; 2012)
- Konohanasakuya (コノハナサクヤ; 2012)
- Wonderland Date (不思議の国で会いましょう, Fushigi no Kuni de Aimashō; 2012)
- Wonderland Love (不思議の国で恋しよう, Fushigi no Kuni de Aishiyō; 2012)
- Himitsu no Heya no Kakushigoto (秘密の部屋の隠しごと; 2013)
- Concierge no Koibito (コンシェルジュの恋人; 2013)
- Getsuren – Konohanasakuya (月恋〜コノハナサクヤ〜; 2013)
- Café Men! (カフェ男!, Cafe Otoko!; 2013)
- Fushigi no Kuni de Aimashō (不思議な国で会いましょう♥︎; 2013)
- Hajimete no Shitsuren (初めての失恋; 2014)
- Kurokoi (黒×恋, kuro koi, 2014)
- Seishun Hensachi (青春偏差値; 2014)
- Zero Distance (ゼロ距離, Zero Kyori; 2015)
- Love Observation (根古谷くんの恋愛観察, Negoya-kun no Renai Kansatsu, 2016)